# W-inds.のウィンディストリート
w-inds.のウィンディストリートはニッポン放送で放送されているラジオ番組である。パーソナリティはw-inds.の3人。普段聞くことのない素顔のトークを繰り広げる。2001年（平成13年）10月1日放送開始、2008年（平成20年）10月5日放送終了。なお本来は9月25日終了予定だったが、ナイター中継延長による放送休止のため、この日に変更となった。

## 放送時間の変遷
- 2001年10月〜2003年3月　毎週月曜日　21:30〜21:50
- 2003年4月〜2004年3月　毎週土曜日　26:30ごろ〜27:00ごろ（オールナイトニッポン リスナーズBEST!内でキリの良いところから開始）
- 2004年3月〜10月　毎週月曜日　21:00〜21:20
- 2004年10月〜2005年3月　毎週日曜日　21:30〜22:00
- 2005年3月〜9月　毎週金曜日　24:20〜24:40
- 2005年10月〜2006年3月　毎週水曜日　20:30〜20:50（全国ネット）
- 2006年4月〜9月　　毎週日曜日　23:00〜23:20
- 2006年10月〜2007年3月　毎週日曜日　20:30〜21:00
- 2007年4月〜9月　　毎週火〜金曜日　21:50〜21:57（野球中継ニッポン放送ショウアップナイターが延長した場合休止）
- 2007年10月〜2008年3月 毎週水曜日　20:30〜20:50(全国ネットだがRCC中国放送(広島地域)を除く)
- 2008年4月〜9月 毎週木曜日 21:30〜21:50(全国ネットだがRCC中国放送(広島地域)を除く)

## レギュラーコーナー

### 過去のコーナー
- はじめましてw-inds.です

当時新人だった3人がひとつのテーマをもとに自己紹介する。
- メールドラゴンへの道

携帯に関する裏技を紹介するコーナー。
- street for dreams 〜ささやかな幸せ〜  （2002年1月〜）

リスナーが感じたささいな幸せを発表するもの。タイトルコール、進行はすべて声色を変えた千葉涼平。リスナーの投稿を読み上げた後「ストリートフォードリームス ささやかな幸せ」と言う台詞と共にシャラランと効果音が流れるお決まりがあった。
- w-inds.夢の食卓（2002年4月〜）

スタンダードな食べ物に意外なものを合わせ新しい食べ方を考える企画。タイトルコールは「食うべきか!?」「食わざるべきか!?」「それが問題だ!!」「w-inds.夢の食卓!!」を涼平、慶太、龍一、3人の順番で言う。各台詞の後に叫び声や動物の鳴き真似など統一されたアドリブが入った。
- REVE （2002年〜）

フランス語で「夢」という意味のタイトル通り、夢について語り合うコーナー。
- w-inds. ザ・システム・オブ・アドリブ（2003年）

3人のアドリブ能力をアップさせるためのカードトークバトル。テーマが書かれたカードを1枚引き、30秒間フリートークをする。それを1人ずつ行い一番上手く話をまとめられた者が勝利、という流れで進む。判定は天の声、タイトルコールは千葉涼平。テーマソングは当時発売された『THE SYSTEM OF ALIVE』であり、タイトルも曲名をもじったものである。
- 特上焼き肉争奪w-inds.一般常識クイズ（2004年）

前半後半の2週に渡って放送。最後は涼平が80点、慶太が0点で3位、龍一が110点で優勝と言う妥当な結果に終わった。このコーナー自体は超短期企画だが、それに平行して始まったリスナーに向けての宿題クイズはエンディングの定番コーナーとして当分続いた。
- SUPER LOVE 〜w-inds.愛の言葉プレゼント〜（2004年）

抽選で苗字と名前を組み合わせ、その人に向けてラブソングの歌詞を甘く囁くコーナー。
- みんなで合唱会（2004年夏）

リスナーの「合唱コンクールでw-inds.の曲歌いたい」というメールから始まった。その後しばらく「合唱で唄いたい曲アンケート」がメインコーナーとなり上位3曲を予想クイズにリスナーに出題した。アンケートで選ばれたスピッツの『空も飛べるはず』を、w-inds.と抽選で選ばれた男女ペア5組のリスナーにより合唱披露した。

### ラジオドラマ
- 「宝島」（2002年4月15日）

50分スペシャルで放送。有名な海洋冒険小説『宝島』のパロディ。
- 「送れないメール」「ふらふら」「Forever Memories」（2002年5月13日〜9月3日）

1話4週完結シリーズ。内容は高校生活を舞台にした爽やかな恋愛ドラマ。1話目は涼平、2話目は龍一、3話目は慶太が主人公でストーリーが進んでいく。
- 「プチ・会いたい」（2002年10月7日〜12月23日）

メル友、ならぬメルカノが出来た龍一、慶太とその幼馴染ミサキ、クリスマスパーティ実行委員の涼平と成美先輩の恋模様を描いたドラマ。最終話が流れた12月23日放送分はJ-POPカフェで公開録音を行い、リスナーも2年4組生徒役で参加した。話の一部はリスナーが経験した実話である。
- 「ウィンティ」（2003年1月13日）

E.T.のパロディ。ウィンティ役の涼平は「クピクピ」としか喋らない。龍一はウィンティに出会う少年役。少年龍一の父は慶太。
- 「ウィンターピン」（2003年1月20日〜2月10日）

ピーター・パンのパロディ。主人公のウィンターピン慶太とお茶目でおっさん臭い妖精龍一が、夢を諦め心冷めてる少年涼平をランドに連れて行くストーリー。
- スペシャルドラマ企画（2003年2月17日〜2月20日）

同時間帯に番組を持っていた上戸彩、米田奈美子、藤本美貴との合同ラジオドラマ。4日間連続で流れた。内容は3人が雪山で遭難し、逃げ込んだ小屋で美女3人と出会うが実はオカマだったというもの。
- 「バック・トゥ・ザ・メモリー」（2月24日〜3月17日）

バック・トゥ・ザ・フューチャーのパロディ。マーティ（龍一）がドク（慶太）の開発したタイムマシンのデロリアン号（涼平）に乗って冒険する。デロリアン号はカタコトで喋る。
- 「ウィンティ・リターン」（3月24日）

「ウィンティ」の続編。
- 「音スペラジオドラマ」（4月26日）

自ら効果音グッズを使いながらのミニ刑事ドラマ。用意された効果音グッズは雪の音、雨の音、太鼓の音、ドアの音。雨宿りをしようと「喫茶タチバナ」に入った緒方刑事と千葉刑事が太鼓を無心に叩き続けるマスター（慶太）に出会う。

## パーソナリティ
- w-inds.

なお、2005年度と2007年度のシーズンオフは水曜20:30から、2006年も同じ時間の日曜日に放送されているが、カテゴリー上は「allnightnippon.com」側に分類されており、ホームページとメールアドレスもそれに準じている。